# David Tukiçi
David Tukiçi, född den 27 juni 1956 i Shkodra i Albanien, är en albansk sångare och kompositör som innehar både albanskt och italienskt medborgarskap. Han är bror till konsertpianisten Genc Tukiçi.
Vid 13 års ålder vann han den 8:e upplagan av musikfestivalen Festivali i Këngës med låten "Dhuratë për ditëlindje". Mellan år 1982 och 1992 var han chef för Radio Televizioni Shqiptars symfoniska musik. David är son till Ibrahim Tukiçi, och bror till Genc Tukiçi. 
2017 gör Tukiçi comeback i Festivali i Këngës. Han kommer tillsammans med sin bror Genc ställa upp i Festivali i Këngës 56 med låten "Të pandarë".